# Haroldius lassallei
Haroldius lassallei là một loài bọ cánh cứng trong họ Bọ hung (Scarabaeidae).